# فرودگاه مالا مالا
فرودگاه مالا مالا (به انگلیسی: Mala Mala Airport) یک فرودگاه خصوصی با کد یاتا AAM است که یک باند فرود آسفالت دارد و طول باند آن ۱۲۶۳ متر است. این فرودگاه در شهر مالا مالا کشور آفریقای جنوبی قرار دارد و در ارتفاع ۳۴۳ متری از سطح دریا واقع شده است.